# BUZZ MAFF
BUZZ MAFF（ばずまふ）は、農林水産省の有志若手職員による、食や地方の魅力をSNSを用いて発信するプロジェクト、および、同プロジェクトに用いられるYouTubeチャンネルの名前。自称「霞ヶ関初の官僚系YouTuber」。農林水産省大臣官房広報評価課広報室所管。
名称は、「流行する」という意味で使われる「バズる」と、農林水産省の英称 (Ministry of Agriculture, Forestry and Fisheries) の頭文字を取った略称である「MAFF」の組み合わせによって作られた。

## 概要
1日に1本のペースで農林水産省の職員から多ジャンルの動画が投稿されている。20代から30代の若手職員を中心に、選ばれた各地の職員がそれぞれのチャンネルを立ち上げて出演。広告代理店を介さず、職員自らが公務として動画制作に臨んでおり、企画、撮影、編集をすべて職員自らの手で行っている。場合によっては出張代や残業代が出ることもあるという。チャンネル開設当初用いられた動画のジングルもチャンネル開設時の農林水産省幹部だった末松広行（当時事務次官、キーボード）と枝元真徹（当時官房長、ギター）の演奏によるもの（後に打首獄門同好会から提供された音源に変更されている）。
若い人たちに情報発信するためのツールとしてYouTubeが一番向いているのではないかとの考えからYouTuberとして活動している。食に詳しい、あるいは農業に対して志を持つ職員が出演。また、撮影を通して職員自らが現場を視察することで、課題や状況を認識するきっかけになると考えたという。動画製作にあたっての基本ルールは「国産の農林水産物や農山漁村の魅力を発信すること」「公務員として不適切な表現や内容を発信しないこと」の2つのみで、動画製作チームが自由な発想で取り組んでおり、パンダの着ぐるみのかぶり物を被った女性職員がアンテナショップで買った国内産の食材を公園などで食べるという「大人のピクニック」や、日本茶好きの職員（普段は消費者行政担当でお茶とは無関係な仕事をしているという）が農林水産省内（中央合同庁舎第1号館ロビー）の組立茶室で茶を振る舞うなどして日本茶や茶道の魅力を発信する「日本茶チャンネル」、更には大臣記者会見の動画に勝手に宮崎弁でのアフレコをつけたもの、地理的表示 (GI) 保護制度をラップで紹介するものなど、ユニークなコンテンツも多い。大臣直轄の事業とすることで、著作権等の権利関係を広報室がチェックする以外は中間管理職による決裁を事実上省略しているという。
また、農林水産省はYouTubeの他に、TwitterやFacebookもそれぞれの用途に合わせ使用している。なお、「BUZZ MAFF」は農林水産省が展開するYouTubeチャンネルだが、農林水産省では別に公式YouTubeチャンネル「maffchannel」を有しており、大臣記者会見などの動画を配信している（「BUZZ MAFF」が「maffchannel」のサブチャンネル扱い）。

## 沿革
2019年10月頃、農林水産大臣に就任した江藤拓が「こんな堅い広報じゃ誰も見てくれないだろう」「ネットを使った日本の魅力を若い世代に世界中に発信するという工夫をしたいんだけど、君たちどう思うか」と職員に持ちかけ、企画がスタート。積極的な情報発信を希望する職員やグループを省内で募集したところ、24チームが応募し、その中から地方農政局の職員を含む14チーム、計69人が選ばれた。なお、江藤は初代「名誉編集長」を務め、以降の農林水産大臣も「名誉編集長」に就任し動画に登場することもある。
2020年3月には、新型コロナウイルスの感染拡大に伴う影響に対する対応が話題を集めた。卒業式などの規模縮小により花の需要が低下してしまったことを受け、農水省が花の販売促進のために始めた「花いっぱいプロジェクト」を告知するため、九州農政局のチーム「タガヤセキュウシュウ」（白石優生・野田広宣）が同月12日に投稿した動画がシュールだと一部で好評となった。テロップで画面が隠されるたびに出演者2人の周りに花がどんどん増えていくという内容のものである。担当者は、取材を受け「何とか花の消費拡大につなげられるように、インパクトあるものを作成したかった」と話した。